# Jim Steranko
James Steranko (Reading, Pensilvania, Estados Unidos, 5 de noviembre de 1938) es un dibujante y escritor de cómic estadounidense. Fue un innovador de la edad de plata del cómic y es conocido por su trabajo en la serie Nick Fury, Agent of S.H.I.E.L.D. en la que introdujo elementos de surrealismo, al igual que lo hizo en su trabajo con el personaje Doctor Strange. Su técnica narrativa, a pesar de ser algo común hoy en día, fue novedosa en su época, en la que se acostumbraba narrar prácticamente todo lo que sucedía en las viñetas, mientras que él introdujo un estilo más visual, con hasta tres páginas sin un solo diálogo, efecto de sonido o cuadro de texto.

## Primeros años
Steranko nació en Reading, Pensilvania en 1938. Según su biografía autorizada, sus abuelos eran ucranianos y buscaron trabajo en las minas de antracita de Pensilvania. Uno de tres hermanos, su infancia transcurrió durante la Gran Depresión, su familia vivía en una casa de tres habitaciones y un lavabo en el exterior. Su padre y cinco tíos tenían inclinaciones artísticas, pues eran intérpretes de una banda musical que tocaba en la radio local durante la década de 1930.
Steranko comenzó a dibujar a temprana edad, usando sobres de correo usados como papel. A pesar de que su padre denigraba su talento artístico, Steranko tenía la intención de convertirse en arquitecto, pagaba su material de dibujo vendiendo botellas y diarios viejos. Estudió las tiras de prensa de Milton Caniff, Alex Raymond, Hal Foster y Chester Gould, así como a los personajes de Walt Disney y Superman, que formaban parte de las «cajas de cómics» que le comparaba uno de sus tíos. Los programas de radio, las matinés de cine, las películas seriales y otros elementos de la cultura popular fueron una influencia para él.

## Carrera

### Ilusionista y músico
Steranko aprendió ilusionismo usando el material del acto de magia de su padre y durante su adolescencia pasó varios veranos trabajando en circos y carnavales. Compitió en el equipo de gimnasia de su escuela, después aprendió boxeo y esgrima.A los diecisiete años de edad, fue arrestado junto con otro adolescente por una serie de robos en Pensilvania.
Durante su adolescencia e inicios de sus veinte años, Steranko trabajó como ilusionista y escapista en centros nocturnos, además de como músico, tocando en un grupo de tambores y trompeta así como en su propia banda en los primeros años del rock and roll. Para finales de la década de 1960, era miembro del grupo de magos Witchdoctor's Club en la ciudad de Nueva York.
El historiador del cómic Mark Evanier ha señalado que Jack Kirby se inspiró en la carrera temprana de Steranko para crear al superhéroe escapista Mister Miracle.

### Inicios de su carrera artística
Steranko trabajó como artista para una compañía de impresión en Reading, diseñando y dibujando panfletos y volantes. Después de trabajar allí por cinco años, fue empleado en una agencia de publicidad, donde diseñó anuncios y dibujó productos que iban desde «carreolas a latas de cerveza», de acuerdo con Steranko. Interesado en escribir y dibujar historietas, visitó la editorial DC Comics como un fan y recibió una visita guiada por el editor Julius Schwartz, quien le dio una copia del guion de una aventura del superhéroe de ciencia ficción Adam Strange. Steranko recordó en 2003 que «fue la primera vez que vería un guion completo, con descripciones y diálogo. Aprendí mucho de él y más tarde crearía yo mismo unas pocas historietas».
Inició en la industria de la historieta en 1957 poco después de terminar de graduarse del bachillerato, trabajando como entintador Vince Colleta y Matt Baker en Nueva York, antes de regresar a Reading. En 1966 hizo trabajos para Harvey Comics a cargo del editor Joe Simon, quien estaba intentando crear una línea de superhéroes para la editorial. Steranko cocreó a los personajes Spyman, Magicmaster y Gladiator para la línea de superhéroes de la editorial, su primer trabajo publicado fue Spyman #1 (septiembre de 1966), como escritor de una historia de veinte páginas y con arte de George Tuska.

Steranko se aproximó a la editorial Marvel Comics en 1966, aunque hay versiones encontradas sobre cómo empezó a trabajar en Marvel, de acuerdo con el escritor Roy Thomas, el trabajo de Steranko lo impresionó y eso lo motivó a presentarlo con el entonces editor en jefe Stan Lee:
Steranko se presentó en la oficina [...] y Sol [Brodsky] me mandó a ver su trabajo y básicamente rechazarlo. Stan [Lee] estaba ocupado y no quería ser molestado ese día. Pero cuando vi el trabajo de Jim [Steranko], [...] de manera impulsiva lo llevé con Sol y dije "creo que Stan debería ver esto". Sol estuvo de acuerdo y lo llevó con Stan. Stan lo llevó a su oficina y Jim salió de allí con un trabajo de prueba para «[Nick Fury, Agent of] S.H.I.E.L.D.». [...] Creo que el legado de Jim en Marvel fue demostrar que que había maneras en las que el estilo de [Jack] Kirby podría mutar y muchos artistas siguieron sus propias direcciones, cada vez más distintivas, después de eso.
Otra versión, de acuerdo con J. David Spurlock, afirma que Steranko se presentó con la recepcionista Flo Steinberg, nunca realizó un trabajo de prueba y que se le dio a escoger cualquier título que quisiera dibujar. Eduardo López Lafuente confirma parcialmente esta versión mencionando, pero sin citar una fuente, que Lee le preguntó a Steranko: «¿qué título quieres dibujar?»

### La edad de plata de las historietas
Stan Lee y Jack Kirby habían iniciado la serie Nick Fury, Agent of S.H.I.E.L.D. en el título Strange Tales #135 (agosto de 1965) y Steranko comenzó su trabajo en esa serie dibujando y entintando los diseños de arte de Kirby en Strange Tales #151 (diciembre de 1966). Dos números después, comenzó a dibujar por completo la serie e ilustrar las portadas de Strange Tales que incluían a Nick Fury; después empezó a escribir la serie en el #155 (abril de 1967), algo muy inusual en aquel entonces, relevando a Roy Thomas, que había sido a su vez el sucesor de Lee. Finalmente, Steranko mismo se encargó también de colorear esta serie.
Nick Fury, Agent of S.H.I.E.L.D. muy pronto se convirtió en una de las historietas más innovadoras y aclamadas de la edad de plata de las historietas. Les Daniels la describió su impacto como:
Incluso los lectores más prosaicos podían sentir que algo nuevo estaba ocurriendo. [...] Con cada nuevo número, los esfuerzos de Steranko se volvían más y más innovadores. Páginas completas dedicadas a fotocollages de dibujos que ignoraban los límites de los paneles y en su lugar trabajaban en conjunto [para crear] planos de profundidad. Las primeras páginas [...] se convirtieron en ejemplares similares en diseño a los afiches para conciertos de rock en San Francisco de esa época.
Steranko introdujo o popularizó el uso en historietas de movimientos artísticos de la época como la psicodelia y el op-art, con influencias de los artistas Salvador Dalí y Richard M. Powers, así como de las novelas y películas de James Bond, creando un estilo que denominó «Zap Art». El escritor y artista de historietas Larry Hama describió el estilo Steranko como una combinación del dinamismo de Jack Kirby con conceptos modernos de diseño, al mismo tiempo que retomaba elementos de la moda contemporánea e influencias del estilo op art y los artistas Peter Max y Andy Warhol.
Nick Fury, Agent of S.H.I.E.L.D. se convirtió en su propio título en junio de 1968 para el que Steranko escribió, dibujó y coloreó siete números, en colaboración con Roy Thomas, Joe Sinnott, Archie Goodwin y Frank Springer.
Los atuendos entallados y reveladores de algunos personajes femeninos de Steranko, como Valentina Allegra de Fontaine, así como algunas situaciones que se presentaban en las historias de Nick Fury, Agent of S.H.I.E.L.D. rozaban el límite de lo que era permisible por la Comics Code Authority. Un ejemplo de ello es una secuencia de una página en Nick Fury, Agent of S.H.I.E.L.D. #2, en la que se insinuaba que Nick Fury y Valentina Allegra de Fontaine habían tenido relaciones sexuales mediante paneles con un teléfono descolgado y ambos personajes abrazados de rodillas. Esta secuencia fue censurada por el Comics Code Authority, que ordenó a Steranko reemplazar algunos paneles por otros; las versiones originales de los paneles han aparecido en reimpresiones de este número.
Entre 1968 y 1969 Steranko escribió algunos números de X-Men (#50-51, noviembre-diciembre de 1968), donde introdujo un nuevo logotipo del equipo que ha sido usado por décadas, y en Captain America (#110-111, 113, febrero-marzo, mayo de 1969), creando a la villana Madame Hydra.
Aunque la historia de terror «At the Strike of Midnight», publicada en Tower of Shadows #1 (septiembre de 1969) ganó un premio Alley, Stan Lee rechazó la portada dibujada por Steranko para este número y tuvo desacuerdos con respecto al diseño de los paneles, diálogos y trama de la historia. Steranko, frustrado con los constantes cambios editoriales a su trabajo, al poco tiempo abandonó Marvel.
Steranko regresó a Marvel en algunas ocasiones, escribiendo en 1970 una historia para la historieta romántica Our Love (#5, febrero de 1970), entre 1972 y 1973 como artista de portada para Doc Savage (#2-3, septiembre-noviembre de 1972), Shanna the She-Devil (#1-2, agosto-noviembre de 1972), Supernatural Thrillers (#1-2 agosto-noviembre de 1972) y Nick Fury and his Agents of S.H.I.E.L.D. (#2, abril de 1973).

## Otros medios
George Lucas acudió a él para diseñar los bocetos sobre la apariencia del aventurero Indiana Jones, dando como resultado el característico personaje que todos conocemos.